# Anders Adlercreutz
Anders Erik Gunnar Adlercreutz (Helsinki, 26 aprile 1970) è un politico finlandese.

## Biografia
È nato ad Helsinki il 26 aprile 1970 da Eric e Gunnel Adlercreutz, entrambi architetti, ma è cresciuto a Kirkkonummi, dove si è diplomato presso il liceo Kyrkslätts nel 1990; durante gli anni del liceo, nel 1987, è stato studente in scambio in Portogallo con American Field Service (AFS). Tra il 1990 e il 1991 ha prestato servizio militare nella brigata Uusimaa della Suomen merivoimat, conseguendo il grado di tenente di riserva. Nel 1999 si è laureato in architettura presso il Politecnico di Helsinki.
Nel 1995 ha sposato Ia Salakari, dalla quale ha avuto cinque figli: Axel, Ilon, Alvar, Ivar ed Arik.
Alle elezioni municipali del 2012 è stato eletto consigliere comunale di Kirkkonummi col Partito Popolare Svedese di Finlandia (SFP/RKP), risultando al secondo posto sulla lista del partito con 289 voti. Successivamente è stato eletto all'Eduskunta nelle elezioni parlamentari del 2015 con 3337 voti, venendo rieletto al parlamento nel 2019 e nel 2023. Nel 2016 si è candidato alla presidenza del SFP/RKP, vinta da Anna-Maja Henriksson, divenendo uno dei tre vicepresidenti del partito.
Nel 2023 è stato nominato Ministro degli affari europei e della gestione della proprietà nel governo di Petteri Orpo, venendo poi eletto nel giugno 2024 alla presidenza del suo partito in seguito alla candidatura di Henriksson al Parlamento europeo. A partire dal 5 luglio è stato nominato Ministro dell'istruzione, in seguito alle dimissioni di Henriksson eletta all'Europarlamento.